# Žabalj

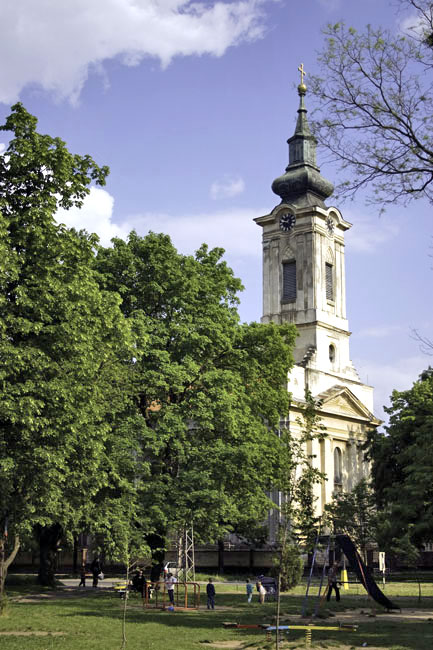
Serbisch-orthodoxe Kirche Hl. Nikolaus

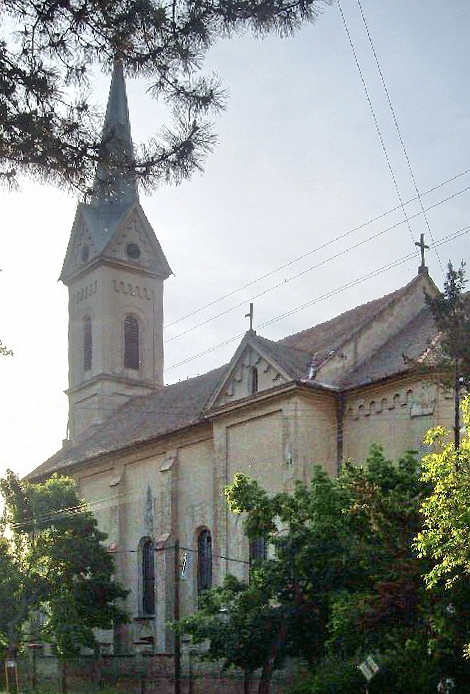
Römisch-katholische Mariä-Schnee-Kirche

Žabalj (serbisch-kyrillisch Жабаљ, ungarisch Zsablya, deutsch Josefsdorf) ist eine Stadt in der serbischen Provinz Vojvodina, nahe bei Novi Sad im Kreis Južna Bačka. Žabalj ist Verwaltungssitz der gleichnamigen Gemeinde.

## Name
Der Name Žabalj leitet sich vom serbischen Wort žaba (Frosch) ab. Hierauf geht auch der ungarische Name Zsablya zurück. Auf Deutsch hieß der Ort Josefsdorf, dem auch der von 1886 bis 1919 gültige ungarische Name Józseffalva entsprach.

## Geschichte
Das Dorf wurde 1514 erstmals unter dem Namen Zeble erwähnt, eingenommen vom ungarischen Reiterhauptmann György Dózsa im Kampf gegen die Osmanen. Im 18. Jahrhundert wurde der Ort Teil der habsburgischen Militärgrenze. Die erste Kirche wird 1720 erwähnt, doch die heutige Nikolaikirche stammt von 1835.
Die Volkszählung von 1910 ergab 7993 Einwohner, davon 5090 Serben, 1722 Ungarn und 1074 Deutsche.
1918 wurde das Dorf Teil des Königreichs der Serben, Kroaten und Slowenen und erhielt offiziell den Namen Žabalj.

### Zweiter Weltkrieg

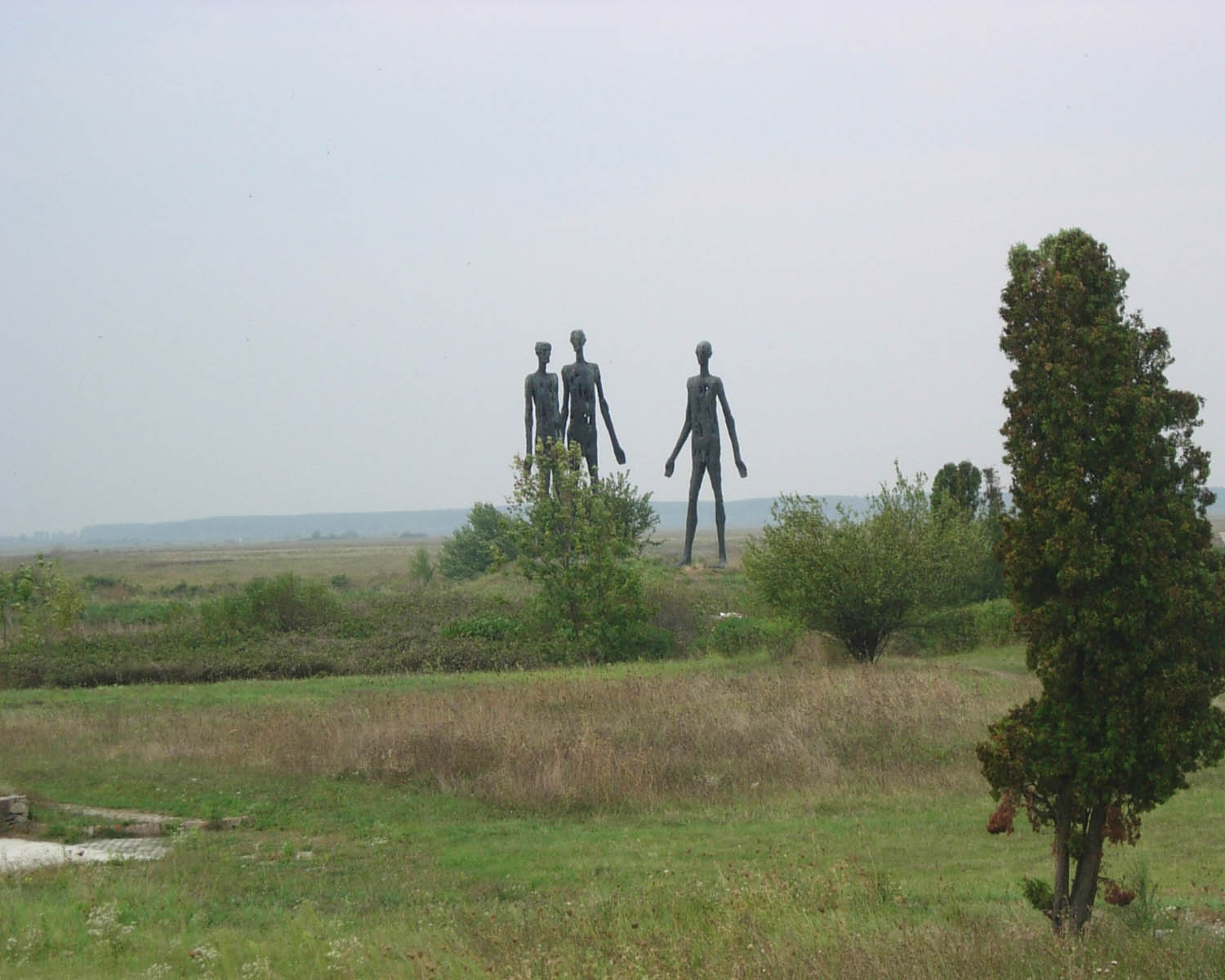
Denkmal für die Opfer des Massakers von Novi Sad von 1942, indem auch ca. 660 Einwohner von Žabalj starben

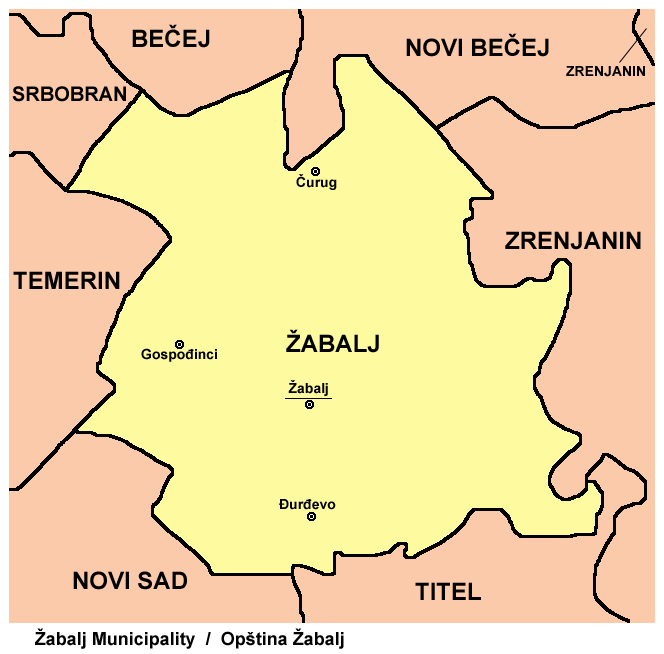

Im Zweiten Weltkrieg wurde der Ort von Ungarn besetzt und annektiert. Im Januar 1942 kam es zum Massaker von Novi Sad, in dessen Rahmen nach jugoslawischen Angaben 666 Einwohner von Žabalj ermordet wurden, davon 355 Männer, 141 Frauen, 101 Kinder und 69 alte Personen. 614 der Opfer waren Serben, 28 Juden, 23 Roma und ein Ungar. Im Herbst und Winter 1944 töteten Tito-Partisanen wiederum eine große Zahl von Menschen ungarischer und deutscher Volkszugehörigkeit.
Am 5. November 1946 war Žabalj Schauplatz von Hinrichtungen: Hier standen die Galgen, an denen die wegen des Massakers von 1942 zum Tode verurteilten ungarischen Militärs Ferenc Feketehalmy-Czeydner, József Grassy und László Deák gehängt wurden.

## Bevölkerung
Laut Volkszählung von 2002 hat Žabalj 9598 Einwohner, davon 8672 (90,4 %) Serben, 202 Roma, 119 Jugoslawen, 88 Kroaten und 85 Ungarn. Vier Personen bezeichneten sich als Deutsche.

## Persönlichkeiten
- Peter Kálmán (1877–1948), ungarischer Maler